# Награди „Оскар“ (29-а церемония)
Двадесет и деветата церемония по връчване на филмовите награди „Оскар“ се провежда на 27 март 1957 година. На нея се връчват призове за най-добри постижения във филмовото изкуство за предходната 1956 година. Продължава едновременното провеждане на събитието в Лос Анджелис и Ню Йорк. Театъра на импресариото Александър Пантаджес - „РКО Пантаджес“ е домакин в Лос Анджелис, а Театър „NBC“ приема спектакъла в Ню Йорк. Водещи на събитието са шоумена Джери Люис и актрисата Селесте Холм. Представлението е излъчвано от телевизионния канал Ен Би Си.
Това е първата година в която всички номинирани заглавия в категорията за най-добър филм са цветни.
В контраст на миналогодишния голям победител нискобюджетния филм „Марти“, на настоящата церемония почти всички основни претенденти са мащабни зрелищни продукции: „Около света за 80 дни“, „Кралят и аз“, „Гигант“, „Приятелско убеждаване“, „Десетте Божи заповеди“, „Война и мир“, „Анастасия“. Тази тенденция ще бъде запазена и през следващите години, когато за най-добри филми последователно са обявени произведения разработени с голям размах като „Мостът на река Куай“, „Джиджи“ и „Бен-Хур“.
За първи път е представена и категорията за най-добър чуждоезичен филм, в традиционен формат с пет номинации. В предходните години се връчваше награда под форма на специален приз на директно избрано единично заглавие. Първият победител в този формат е италианския филм „Пътят“ на режисьора Федерико Фелини.
В категорията за най-добра главна мъжка роля, Джеймс Дийн е номиниран посмъртно, след трагичната му гибел в края на 1955 година. Филмът „Гигант“ с неговото участие, излиза по екраните през 1956 година.

## Номинации и награди
Долната таблица показва номинациите за наградите в основните категории. Победителите са изписани на първо място с удебелен шрифт.
| Най-добър филм | Най-добър режисьор |
| --- | --- |
| - Около света за 80 дни - Приятелско убеждаване - Гигант - Кралят и аз - Десетте Божи заповеди                                                                                     | - Джордж Стивънс – Гигант - Майкъл Андерсън – Около света за 80 дни - Уолтър Ланг – Кралят и аз - Кинг Видор – Война и мир - Уилям Уайлър – Приятелско убеждаване                                       |
| Най-добра мъжка роля | Най-добра женска роля |
| - Юл Бринър – Кралят и аз - Джеймс Дийн – Гигант - Кърк Дъглас – Жажда за живот - Рок Хъдзън – Гигант - Лорънс Оливие – Ричард ІІІ                                                 | - Ингрид Бергман – Анастасия - Карол Бейкър – Бейби Дол - Катрин Хепбърн – Човекът, който прави дъжд - Нанси Кели – Лошото семе - Дебора Кар – Кралят и аз                                              |
| Най-добра поддържаща мъжка роля | Най-добра поддържаща женска роля |
| - Антъни Куин – Жажда за живот - Дон Мъри – Автобусна спирка - Антъни Пъркинс – Приятелско убеждаване - Мики Руни – Самоувереният и смелият - Робърт Стак – Написано върху вятъра  | - Дороти Малоун – Написано върху вятъра - Милдред Дънок – Бейби Дол - Айлин Хекарт – Лошото семе - Мерседес Маккембридж – Гигант - Пати Маккормак – Лошото семе                                         |
| Най-добър оригинален сценарий | Най-добър адаптиран сценарий |
| - Червеният балон – Албер Ламорис - Самоувереният и смелият – Робърт Люин - Джули – Андрю Стоун - Пътят – Федерико Фелини и Тулио Пинели - Покорители на женски сърца – Уилям Роуз | - Около света за 80 дни – Джеймс По, Джон Фароу и С.Дж. Пърлман - Бейби Дол – Тенеси Уилямс - Приятелско убеждаване – Майкъл Уилсън - Гигант – Иван Мофат и Фред Гуйол - Похот до живот – Норман Коруин |
| Най-добър чуждоезичен филм | |
| - Пътят (Италия) - Бирманската арфа (Япония) - Капитанът от Кьопеник (Западна Германия) - Жервез (Франция) - Кивиток (Дания)                                                       | |

## Филми с множество номинации
Долуизброените филми получават повече от 2 номинации в различните категории за настоящата церемония:
- 10 номинации: Гигант
- 9 номинации: Кралят и аз
- 8 номинации: Около света за 80 дни
- 7 номинации: Десетте Божи заповеди
- 6 номинации: Приятелско убеждаване
- 4 номинации: Бейби Дол, Лошото семе, Историята на Еди Дъчин, Жажда за живот
- 3 номинации: Смелият, Някой там горе ме харесва, Война и мир, Написано върху вятъра